# Карл (Анхалт)
Вижте пояснителната страница за други личности с името Карл.
Карл (на немски: Karl von Anhalt, * 17 ноември 1534 в Десау, † 4 май 1561 в Цербст) от род Аскани е княз на Анхалт-Цербст от 1551 до 1561 г. и княз на Анхалт-Пльотцкау от 1553 до 1561 г.
Той е най-възрастният син на княз Йохан IV (1504 – 1551) и съпругата му Маргарета фон Бранденбург (1511 – 1577) от род Хоенцолерн, дъщеря на курфюрст Йоахим I Нестор от Бранденбург.
Карл следва в университет Витенберг и след това живее в двора на курфюрст Йоахим II от Бранденбург.
След смъртта на баща му той поема управлението заедно с братята си Йоахим Ернст († 1586) и Бернхард VII († 1570), които са още непълнолетни и са под опекунството на техния чичо Георг III († 1553) и Йоахим I († 1561). През 1553 г. Карл и братята му наследяват Анхалт-Пльотцкау от техния чичо Георг III.
Карл поема управлението през 1556 г. и резидира по-късно в Цербст.
На 16 май 1557 г. Карл се жени за принцеса Анна от Померания (1531 – 1592), дъщеря на херцог Барним IX от Померания. Бракът е бездетен и Карл умира след четири години.